# Arvid Grane

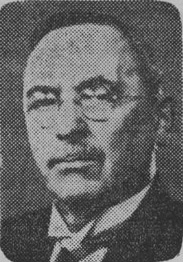
Arvid Grane

Arvid Andersson Grane, född 14 juli 1873 i Västerlövsta församling, Västmanlands län, död 22 februari 1956 i Västerås, Västmanlands län, var en svensk arkitekt och författare.
Grane, som var son till snickaren Anders Ersson och Brita Johanna Persdotter, genomgick Tekniska skolan i Stockholm 1893–1894. Han var ritlärare vid Västerås tekniska skola (sedermera Västerås lärlings- och yrkesskola) från 1894 och lärare i byggnadsteknik vid Statens elektrotekniska fackskola i Västerås från 1919. Han var också praktiserande arkitekt i Västerås med skolbyggnader som specialitet.

## Verk i urval

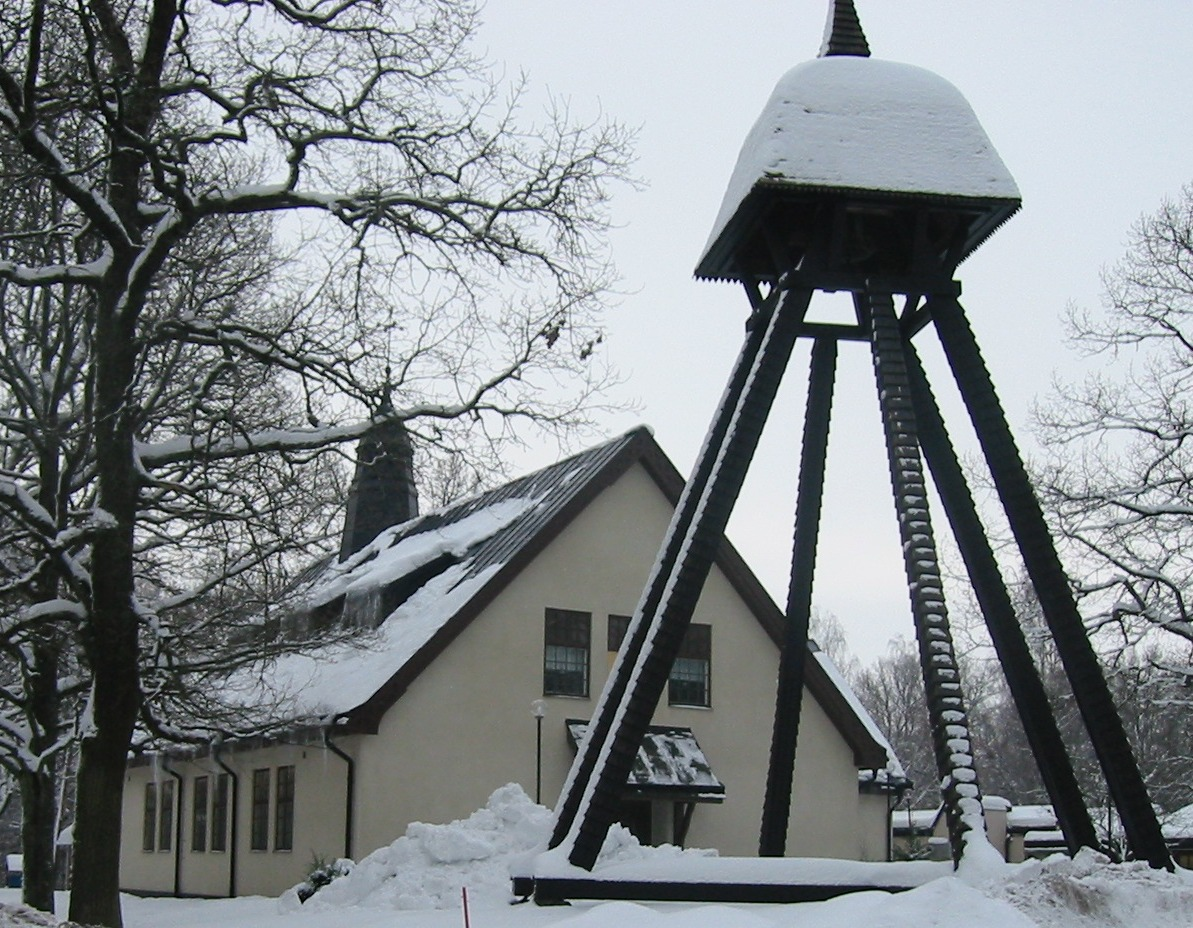
Viksängskyrkan (tidigare soldathem)

- Bostads- och affärshus, Stora gatan 37, Västerås 1895, rivet.
- Fristående bostadshus i kv. Serpentinen 5, Sala 1900.
- Lärarseminariet, kv. Ingrid 1, Biskopsgatan - Ringvägen, Västerås ca 1901, numera ombyggnad 1988 (arkitektkontor).
- Epidemisjukhus, ny paviljong vid Knutsgatan i kv. Håkan, Västerås, 1901, rivet.
- Bostadshus, manbyggnad, Sör-Hårsbäck 2:1, Västerlövsta socken 1901, nu ombyggd.
- Bostads- och affärshus, kv. Kettil, Västerås 1904, rivet.
- Två bostadshus i kv. Nanna 1, Västmannagatan - V Bergsgatan, Västerås 1906 (nyrenoverad 1980-tal).
- Förslag till läkarvillan i Ramnäs bruk och förslag till ombyggnad av ett äldre hus i Ramnäs 1906-1907.
- Villa Ekeby, Västerås 1908, rivet.
- Villa på Kungsängen, Västerås 1908, rivet.
- Bostadshus, kv. Magna 1, Stora gatan - Västmannagatan, Västerås (med byggmästare J D Fredriksson) 1909, nu moderniserad.
- Två sammanbyggda bostadshus, kv. Naima 9 och 10, Skepparbacken 18 och 20, 1909, (ombyggd, arkitektkontor 1988).
- Skolbyggnad, slöjdannex och lärarbostad i Kolbäcks socken (fastigheten Yllesta 2:8) 1909, nu ombyggd.
- Förslag till teaterbyggnad i kv. Klaudia, Västerås 1906-1910 (med arkitekt Forsberg).
- Soldathemmet på Viksäng, Västerås 1910.
- Bostadshus, kv. Magna 2, Stora gatan, Västerås 1911.
- Ombyggnad av bostadshus, kv. Olena 7, Västerås 1911, rivet.
- Bostadshus, kv. Karlsdal 15, Västerås 1912, rivet.
- Kyrkskolan i Fagersta / Västanfors 1912.
- Skolbyggnad och lärarbostäder i Åvestbo, Stadsägor 589-591, Fagersta 1912.
- Bostadshus, kv. Hilmer 1, Västerås 1913.
- Villa, kv. Släktforskaren 8, Katrinelund, Västerås 1922-1923.
- Folkets hus i Surahammar 1926-1928, rivet 80-talet.
- Folkskola, Vallentuna 1925[2]
- Lärarbostad vid skolan i Opp-Råby, Romfartuna sn 1926.
- Bostadshus, kv. Daniel 4, Vasagatan, Västerås 1935.
- Förslag till utbyggnad av läroverket i Västerås, alternativ skisser 1946.
- Inspektörsbostad vid Tidö slott.